# Le avventure di Taddeo l'esploratore
Le avventure di Taddeo l'esploratore (Las aventuras de Tadeo Jones) è un film d'animazione del 2012 diretto da Enrique Gato. 
Pellicola spagnola basata sul fumetto del 2008 Tadeo Jones y el secreto de Toactlum di Javier Barreira e Gorka Magallón.

## Trama
Taddeo Jones (nato a Valladolid il 26 aprile 1977) è un operaio edile spagnolo che vive a Chicago in compagnia del proprio cane Jeff., e che sogna di diventare un archeologo; i suoi punti di riferimento sono il professor Miguel Humbert, ricercatore del Museo Metropolitan, nonché suo amico, e l'archeologo e avventuriero Max Mordon. Dopo essere stato licenziato dal suo capo, Taddeo visita Humbert per fargli ispezionare la bottiglia di una bevanda ritrovata nel cantiere per la stazione della metropolitana, ma che risulta essere solo una copia. Humbert riceve un telegramma dall'amico e collega Lavrof, il quale lo invita a recarsi a Cusco per informarlo di un'importante scoperta sulla città perduta di Paititi. Tuttavia, quando arriva in aeroporto, il professore subisce un incidente che gli rende impossibile viaggiare in Perù, quindi Taddeo decide di partire al suo posto.
Giunto a Cusco, Taddeo incontra Sara (la figlia del professor Lavrof) e Freddy, un venditore ambulante locale che ha promesso a Lavrof che si sarebbe preso cura della figlia. In quel momento, Taddeo viene rapito da alcuni uomini: essi sono membri della Odysseus, una società di tombaroli, comandati da Kopponen,  un misterioso figuro con un braccio meccanico, che lo minaccia per ottenere la chiave-tavoletta della città, ma Freddy e Sara riescono a salvarlo; gli uomini di Kopponen, tuttavia, sparano un localizzatore nella macchina di Sara, subito inghiottito da Jeff. Sara è raggiunta da Belzoni, il pappagallo muto del professor Lavrof, che porta con sé l'altra metà della tavoletta. Dopo aver unito le due metà, i tre si recano a Machu Picchu. Il treno su cui viaggiano, tuttavia è attaccato dalla Odysseus, e il trio riesce a salvarsi rubando dei lama tenuti nell'ultima carrozza.
Agli scavi di Machu Picchu, Sara e Taddeo scoprono che il professor Lavrof è già stato rapito dalla Odysseus, ma ha lasciato degli indizi per far loro capire di essere stato portato nel deserto di Nazca. In città, vengono scoperti da Kopponen e dai suoi uomini, ma Taddeo, Sara e Freddy scappano a bordo di una mongolfiera; Taddeo e Sara approfondiscono la reciproca conoscenza raccontandosi vicende personali e familiari. Nel deserto, il gruppo viene nuovamente inseguito e catturato dai tombaroli grazie al localizzatore che Jeff aveva mangiato, conducendoli al professor Lavrof e Max Mordon, che si rivela essere, con disappunto di Taddeo, il fidanzato di Sara. Dopo aver decifrato una mappa sul muro e aver usato la tavoletta, Kopponen si dirige nel deserto con Lavrof e Mordon, che si rivela, in realtà, essere la mente dietro all'organizzazione.
Tuttavia, Taddeo e Sara trovano la vera mappa, riescono a scappare da una trappola mortale fatta scattare per errore da Freddy e partono per la giungla, ma Kopponen li scopre e trova il tempio sotterraneo. Taddeo e Freddy riescono a sbarazzarsi delle guardie che li sorvegliano, e Taddeo scende al tempio; poco dopo incontra la mummia guardiana, ma i due hanno paura l'uno dell'altro e scappano. Taddeo viene, dunque, scoperto da Kopponen e rivela che Mordon è alleato con Kopponen, ma a sua volta Mordon rivela che Taddeo non è il brillante archeologo che ha sostenuto di essere, causando un violento litigio tra lui e Sara.
Dopo essere fuggiti da un'enorme palla di fuoco lanciata dalla mummia, raggiungono una stanza piena di quipu: tirare la corda giusta farà aprire la porta della stanza dov'è custodito il tesoro; Mordon tira il quipu sbagliato, facendo affondare il terreno. Taddeo, lanciandosi da un quipu all'altro, si scontra con Kopponen, riuscendo a farlo cadere nel vuoto, e riesce ad aprire la porta. Mordon si intrufola nella stanza e cerca di rubare la statuetta dell'Indio d'Oro per ottenere la vita eterna, ma la mummia gli impedisce di arrampicarsi, cavalcando un enorme golem di pietra. Dopo aver ingannato la mummia, Mordon riesce a salire sul golem e distruggere il cristallo che protegge l'Indio d'Oro e ottenere la vita eterna: il prezzo da pagare, tuttavia, è la trasformazione in una mummia. 
La mummia guardiana mostra al gruppo il tesoro degli Inca e fa imprigionare Mordon; la mummia promette a Taddeo di lasciarli andare se li lasceranno in pace, e Taddeo gli dona come pegno un gioiello appartenuto al suo caro padre. Al ritorno in superficie, fanno credere a Freddy che il tesoro degli Inca non esiste, deludendolo. Sara confessa a Taddeo i suoi sentimenti, e i due si baciano. Il film termina con Taddeo, Sara, il professor Lavrof, Jeff e Belzoni che si allontanano su un veicolo della Odysseus.

## Colonna sonora
La colonna sonora, composta da Zacarías M. de la Riva (con musiche aggiuntive di Álex Martínez), è stata pubblicata il 28 agosto 2012 da Telecinco Cinema. La durata complessiva è di 55:27.
1. Tadeo Jones Titles and Escaping Lava - 2:41
2. Sara's Theme - 2:35
3. The Lost Pyramid - 1:48
4. Call Mummy - 1:41
5. The Airport - 1:42
6. The Legend of Paititi - 2:05
7. The Train - 4:05
8. Someone Broke In - 2:11
9. Professor Lavrof - 3:11
10. Chase in Aguas Calientes - 2:23
11. The Wind in Tad's Hat - 2:39
12. Helicopters - 1:20
13. The Medallion - 2:36
14. By the Campfire - 1:56
15. Descending Into the Lost City - 3:09
16. Kill Tadeo! - 3:40
17. Inside the Lost City - 1:57
18. The Chamber of Quipus - 2:51
19. The Golem - 3:07
20. The Treasure of the Incas - 3:47
21. Epilogue and Tadeo Jones Titles (Reprise) - 3:14
22. Tadeo's Theme - 0:49

Nel film sono presenti anche le seguenti canzoni:
1. One Direction - What Makes You Beautiful - 3:18
2. The Monomes - View - 3:24
3. Juan Magán e Belinda - Te voy a esperar - 3:35

## Distribuzione
Il film è stato presentato in anteprima il 5 giugno 2012 al Festival internazionale del film d'animazione di Annecy, ed è uscito nelle sale cinematografiche spagnole il 31 agosto. In Italia è stato distribuito da Eagle Pictures (anche in versione 3-D) l'11 aprile 2013, con il doppiaggio diretto da Massimiliano Alto e i dialoghi adattati da Cinzia De Carolis.

## Accoglienza

### Critica
Il film ha avuto recensioni positive da parte della critica spagnola. Fausto Fernández, giornalista della rivista cinematografica Fotogramas, ha dato al film un punteggio di tre stelle su cinque, definendolo il miglior lungometraggio della storia d'animazione spagnola, trovando gradevoli la grafica di qualità e i personaggi ma criticando i brani scelti per la colonna sonora, aggiungendo però che la pellicola non ha nulla da invidiare agli altri titoli dello stesso genere con un budget maggiore.

### Incassi
Costato 8 milioni di euro, il film ne ha incassati in totale 49,5 milioni.

## Riconoscimenti
- 2012 - Antena de Oro[9]
  - Film rivelazione
- 2013 - Medallas del Círculo de Escritores Cinematográficos[10]
  - Miglior regista rivelazione
  - Miglior sceneggiatura non originale
  - Miglior lungometraggio d'animazione
  - Candidatura per la miglior colonna sonora
- 2013 - Premios Cinematográficos José María Forqué[11]
  - Miglior lungometraggio documentario o d'animazione
- 2013 - Premio Gaudí[12]
  - Miglior film d'animazione
  - Migliori effetti speciali/digitali
  - Candidatura per la miglior colonna sonora
  - Candidatura per il miglior suono
- 2013 - Premio Goya[13]
  - Miglior regista esordiente
  - Migliore sceneggiatura non originale
  - Miglior film d'animazione
  - Candidatura per la miglior colonna sonora
  - Candidatura per la miglior canzone (Te voy a esperar)

## Sequel
Nel 2017 è stato distribuito il sequel Taddeo l'esploratore e il segreto di re Mida. Il film è diretto da Enrique Gato e David Alonso, scritto da Jordi Gasull, Javier Barreira e Neil Landau, e distribuito in tutto il mondo dalla Paramount Pictures.